# شبرشة
الشبرشة هي غناء تؤديـه صبايا القبيلة أو القرية في بعض مناطق الجنوب التونسي، حيث يجتمعن ليلا على ضوء القمر في فصل الصيف أو خلال عاشوراء، ويهزجن ببعض الأغاني المتوارثة ومن بينها:
ومن الأغاني التي تهزج بها الصبايا في عاشوراء:
ومن الواضح أن مثل هذه الأغنية من تراث غربي منطقة نفزاوة موروثة من العهد الفاطمي في شمال أفريقيا.

## مرجع
محمد الهادي فريجة، ألعاب من ذاكرة الصحراء، مطبعة الخدمات السريعة، قابس 2007.